# 圆广寺
39°55′20″N 116°20′57″E / 39.9222519°N 116.349089°E
圆广寺是位于北京市西城区阜城门外大街南侧的汉传佛教寺院。

## 历史
圆广寺创建于明朝隆庆五年（1517年）。后于明朝万历八年（1580年）、清朝光绪二十七年（1901年）重修。

## 建筑
圆广寺坐北朝南，原占地面积20多亩，房屋100多间。现存大殿，今位于阜城门外大街7号楼和8号楼之间。大殿为硬山调大脊筒瓦顶，排山勾滴，一斗三升斗拱，建筑面积共203.28平方米。1995年，大殿曾经大修。现由某个单位管理使用。此外，圆广寺还留有石碑一通，现存五塔寺。